# Bhoohalli, Channapatna
Bhoohalli là một làng thuộc tehsil Channapatna, huyện Ramanagara, bang Karnataka, Ấn Độ.